# Малая Андреевка (Ульяновская область)
Малая Андреевка — деревня в Новоспасском районе Ульяновской области России в составе Новоспасского городского поселения.

## География
Находится у юго-восточной окраины районного центра посёлка Новоспасское.

## История
Основана в XVIII веке. В 1913 году в деревне было 30 дворов, 304 жителя. В середине XX века в состав деревни вошла деревня Верино. В 1990-е годы работал коопхоз «Заря».

## Население
В 2002 году население составляло 634 человека (русские 70%), 568 по переписи 2010 года.